# Fosse no 3 - 3 bis des mines de Nœux
La fosse no 3 - 3 bis dite Édouard Parsy ou de la station de Nœux de la Compagnie des mines de Nœux est un ancien charbonnage du Bassin minier du Nord-Pas-de-Calais, situé à Nœux-les-Mines. Le puits no 3 est commencé près de la gare de Nœux-les-Mines le 10 août 1863, et commence à extraire en 1864 ou 1865. Un puits no 3 bis est ajouté en 1897 ou 1900. En parallèle, des corons sont établis à proximité de la fosse, puis des habitations groupées par deux. Les installations du puits no 3 sont modernisées en 1925.
La fosse ferme en 1961, les puits sont remblayés la même année. Bien que les chevalements aient été détruits, la plupart des autres bâtiments ont été conservés. Les terrils nos 42A, 43, 43A, 43B, 43C et 44 ont été intégralement exploités ou presque, en revanche, le terril no 42 est devenu une piste de ski synthétique.
Au début du XXIe siècle, Charbonnages de France matérialise les têtes des puits nos 3 et 3 bis. Un exutoire de grisou est installé sur le puits no 3 bis. Bien que certains corons et logements ont été détruits, l'essentiel a été conservé et rénové.

## La fosse
Après l'ouverture des fosses nos 1 et 2, la Compagnie des mines de Nœux décide d'ouvrir une troisième fosse à 1 244 mètres au nord du puits no 1, le long de la ligne d'Arras à Dunkerque-Locale, et à côté de la gare de Nœux-les-Mines. La fosse prend le nom d'Édouard Parsy, administrateur de la Compagnie.

### Fonçage
Le puits est commencé le 10 août 1863 à l'altitude de 39 mètres. le diamètre utile du puits est de 4,60 mètres. Le terrain houiller est atteint à 157 mètres. Le niveau d'eau a été passé facilement, la venue d'eau maximale a été de 80 m3 en 24 heures. Le puits est amené à la profondeur de 380,25 mètres, son cuvelage est en chêne de 9,40 à 103,70 mètres.

### Exploitation
La fosse entre en exploitation en 1864 ou 1865,. L'exploitation de la fosse donne d'abord de mauvais résultats, puisque les veines sont ondulées. La houille demi-grasse y est exploitée. Les accrochages sont établis à 173, 217, 291 et 368 mètres de profondeur.
Le puits no 3 bis est ajouté en 1897 ou 1900, à 35 mètres à l'ouest-nord-ouest du puits no 3. la fosse est bombardée pendant la Première Guerre mondiale.
Les installations du puits no 3 sont modernisées en 1925, il est doté d'un nouveau chevalement, et d'une nouvelle machine d'extraction. Le triage est amélioré. Un bure permet à la fosse d'être exploitée jusqu'à la profondeur de 757 mètres. Malgré une grande productivité, le gisement en profondeur est faible. La fosse cesse d'extraire en 1961. Les puits nos 3 et 3 bis, respectivement profonds de 725 et 632 mètres, sont remblayés la même année.

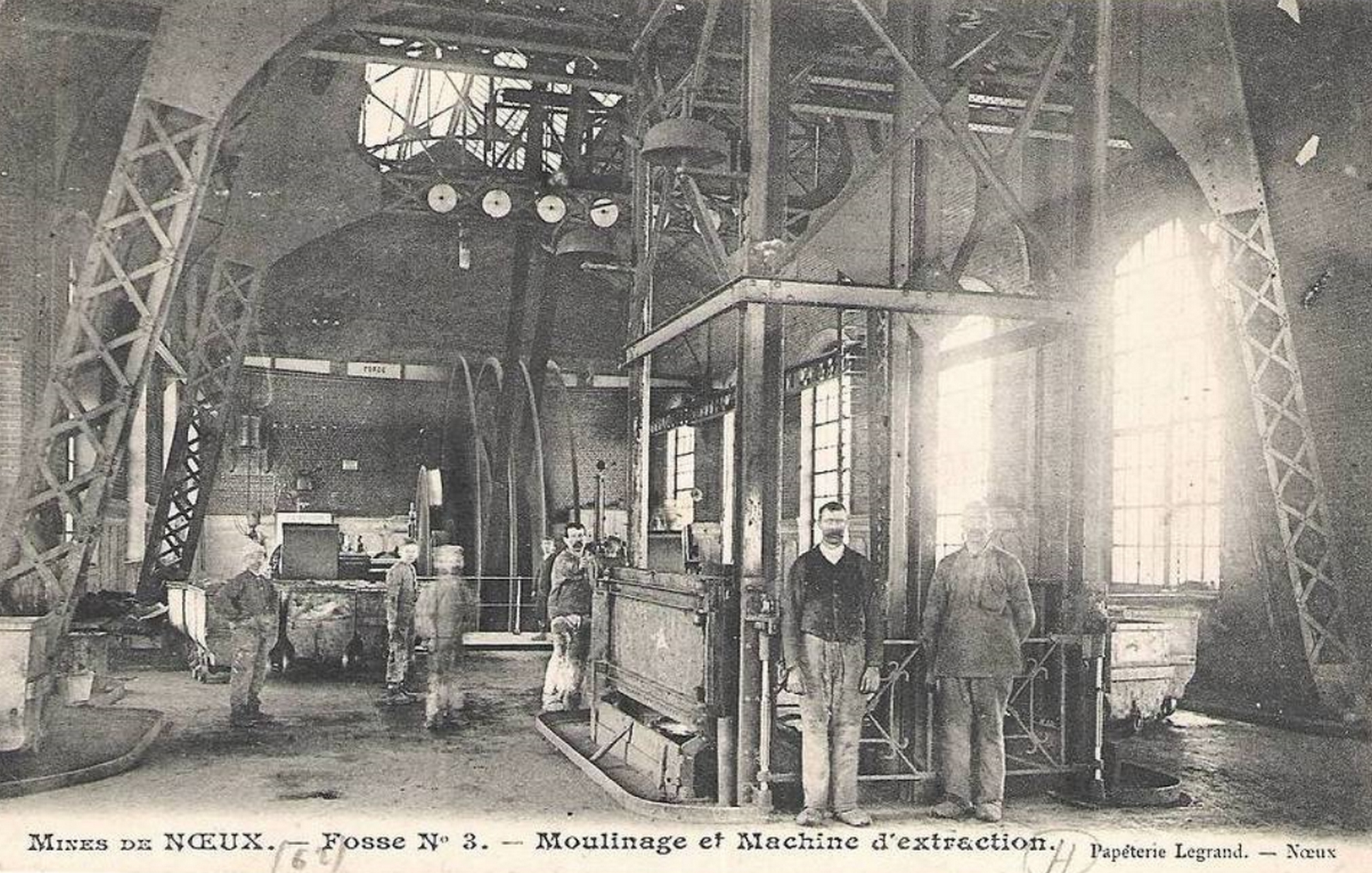
Le moulinage et la machine d'extraction.
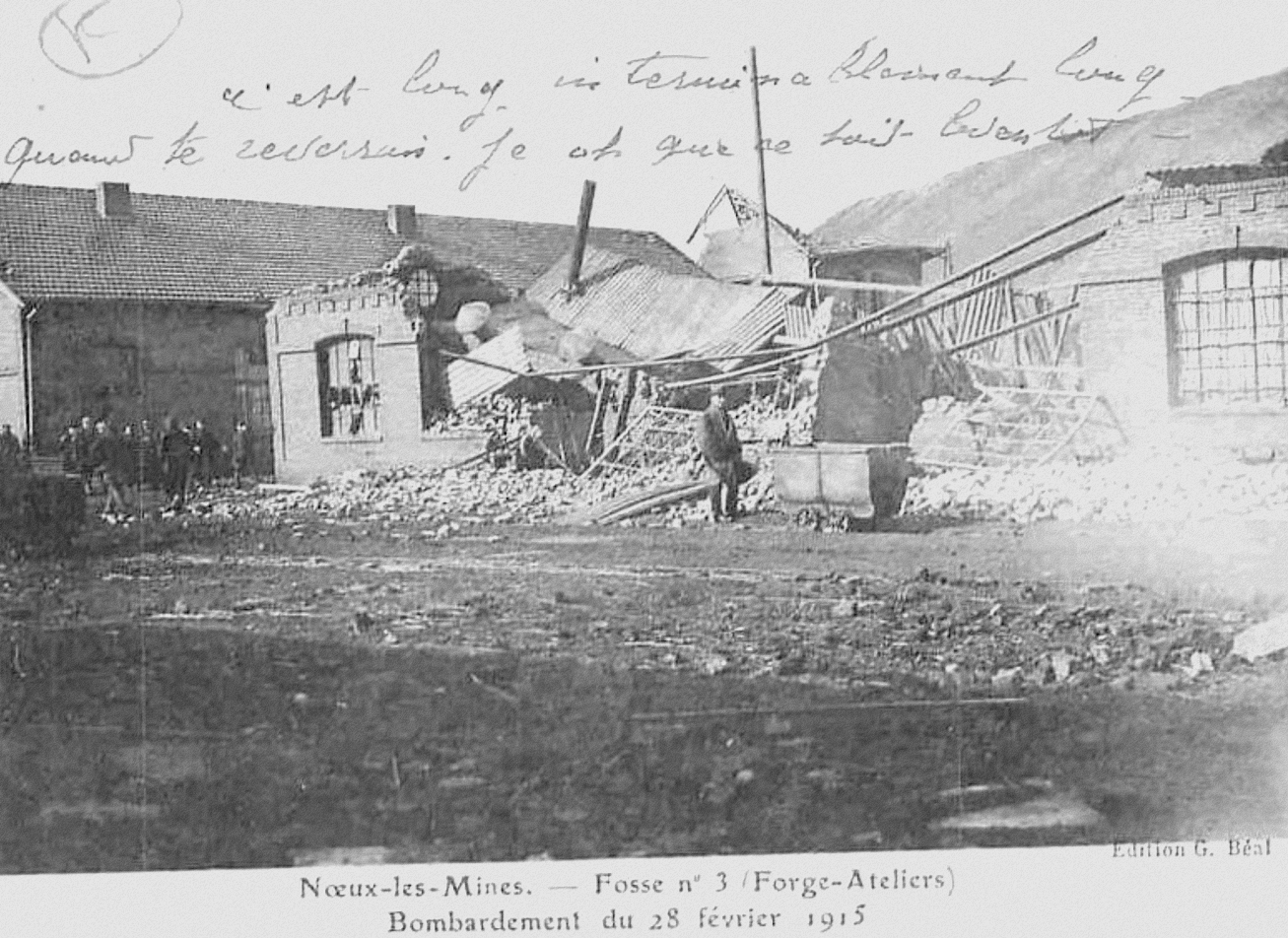
La forge et les ateliers, bombardés le 28 février 1915.
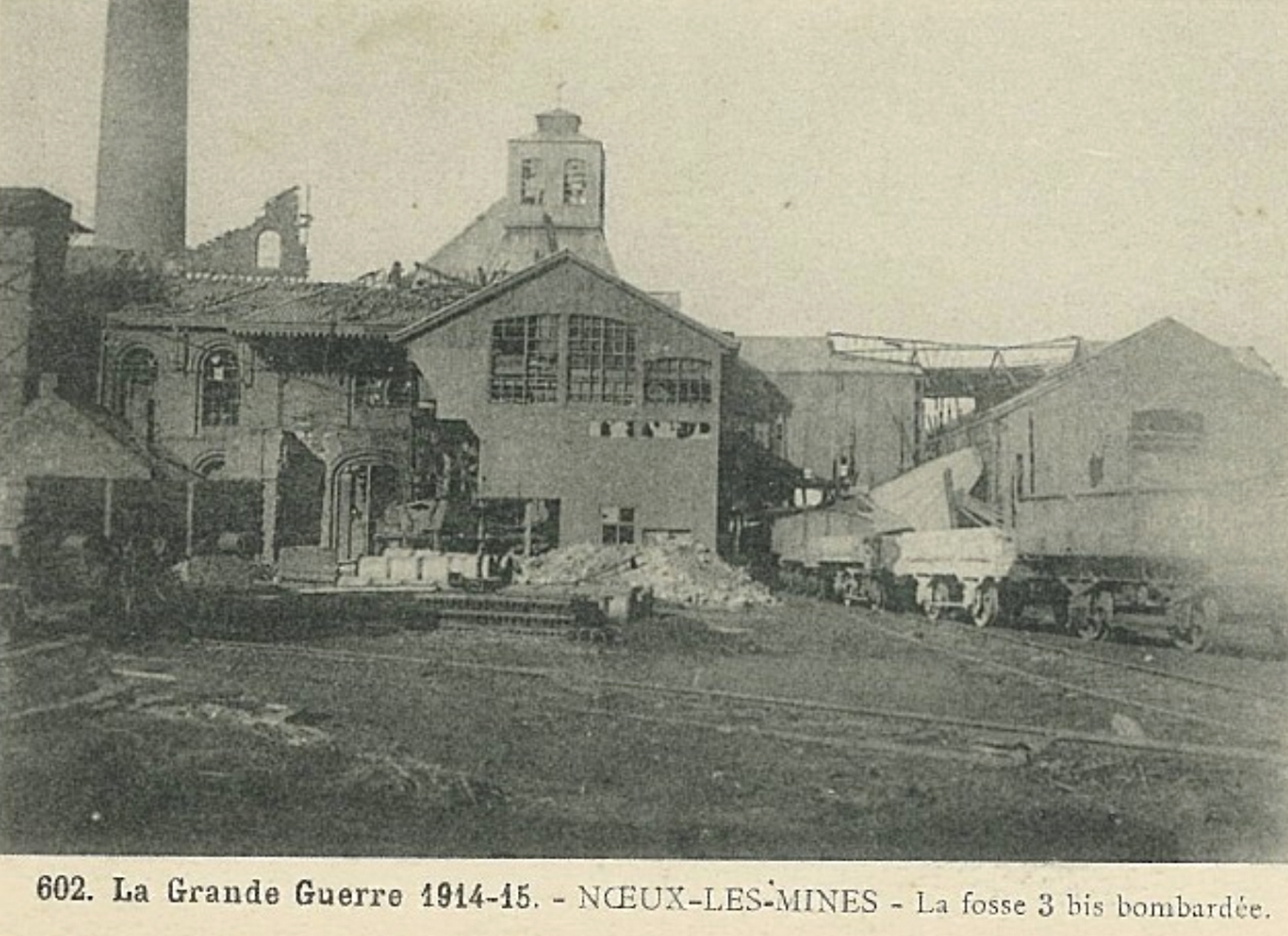
La fosse bombardée.
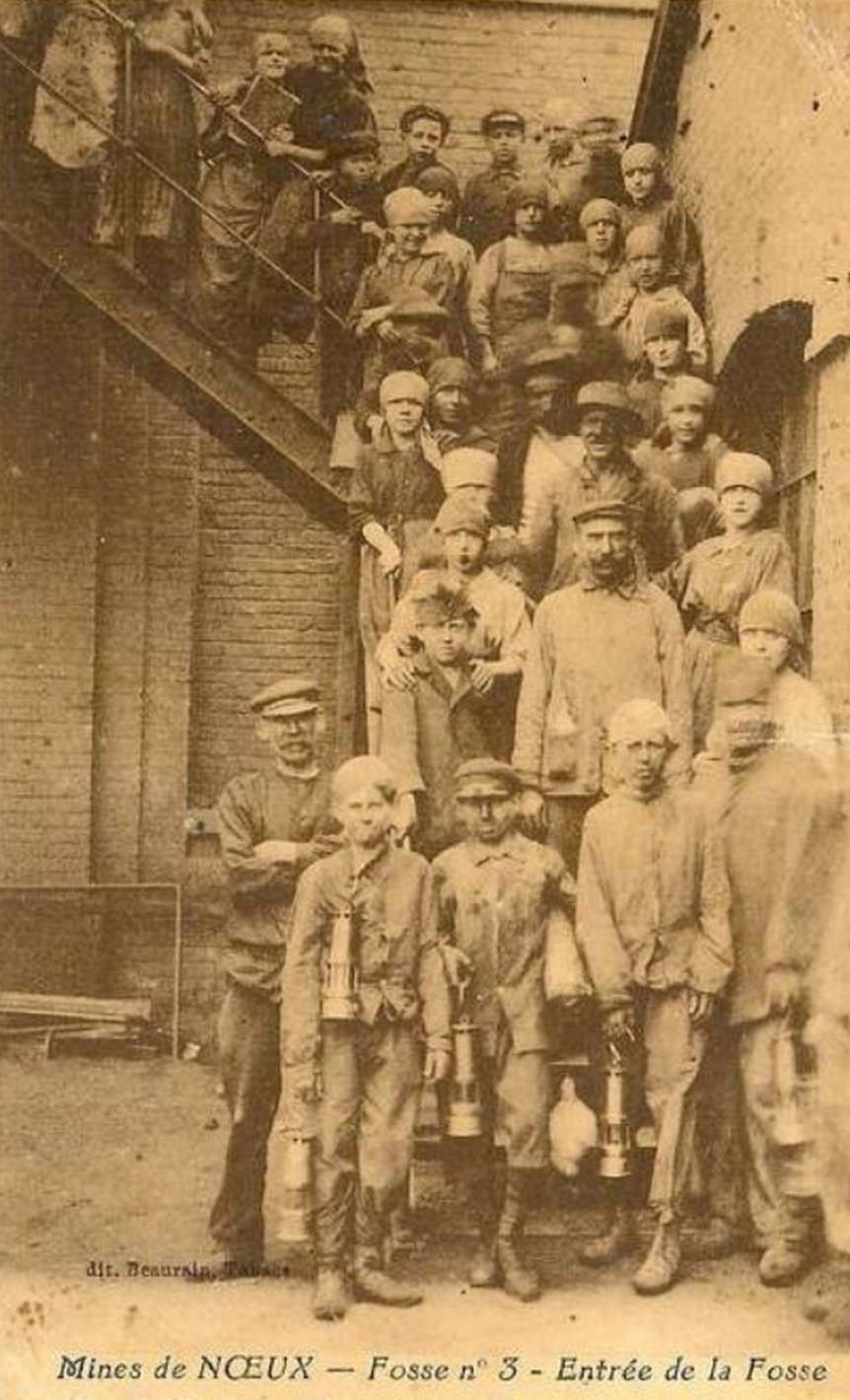
L'entrée de la fosse.
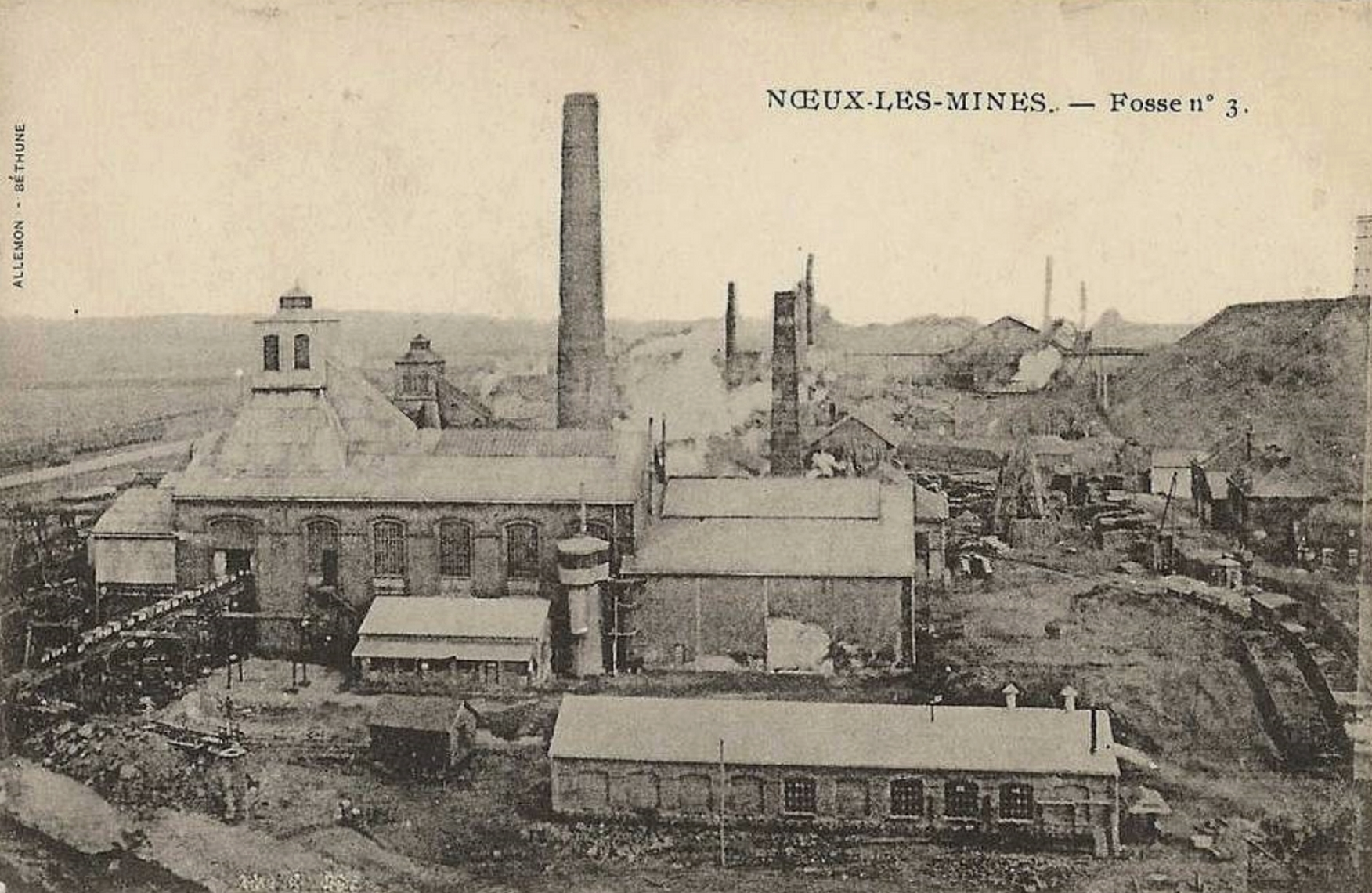
La fosse avant sa modernisation.
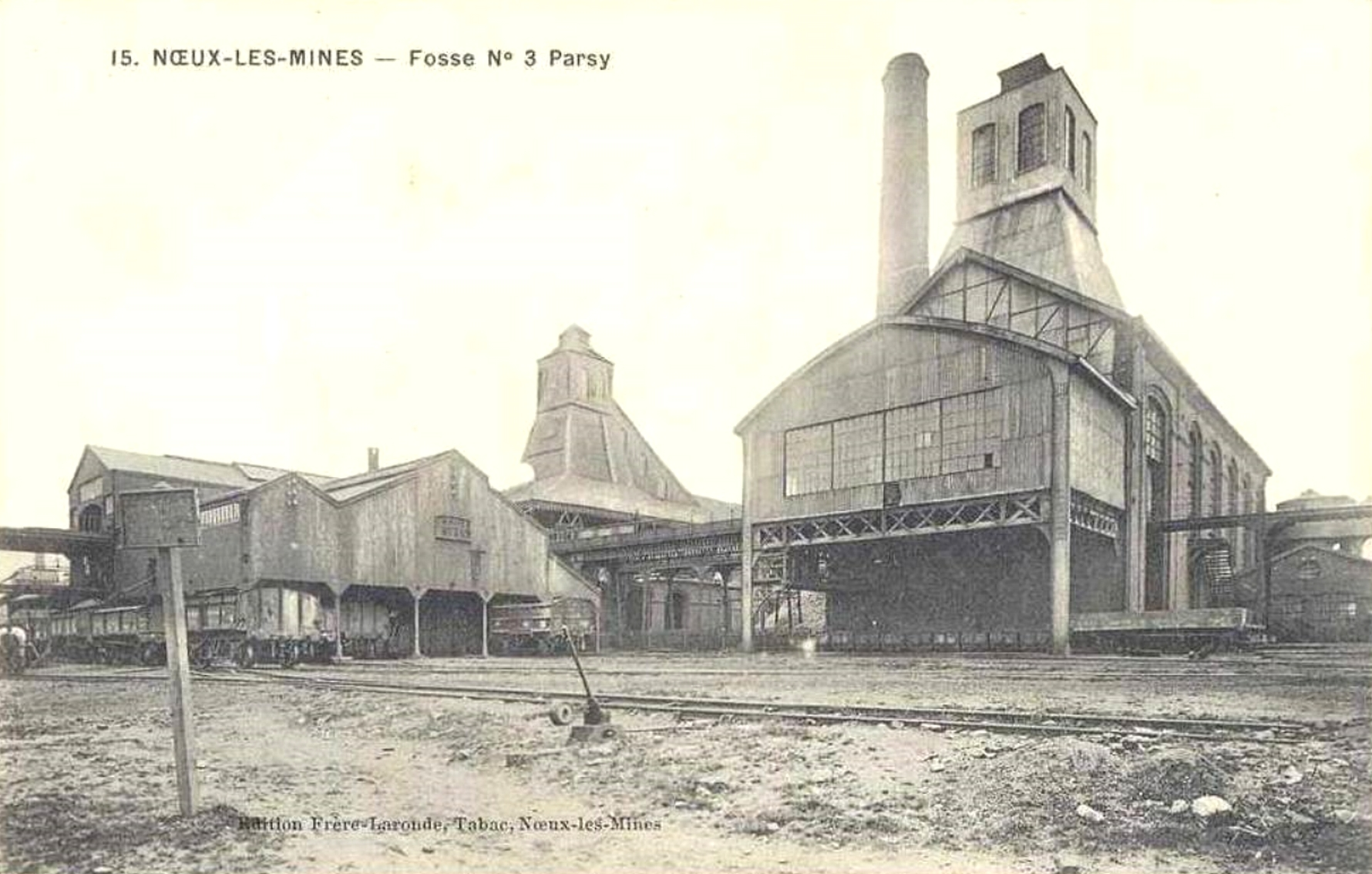
Le chevalement du puits no 3 bis est plus grand que celui du 3.

### Reconversion
Au début du XXIe siècle, Charbonnages de France matérialise les têtes de puits nos 3 et 3 bis, le puits no 3 bis est équipé d'un exutoire de grisou. Le BRGM y effectue des inspections chaque année. Bien que la partie extractive ait été détruite, il subsiste comparativement aux autres sites énormément de bâtiments : les bains-douches, les bureaux, la conciergerie, la lampisterie, les ateliers-magasins et les deux salles des machines.

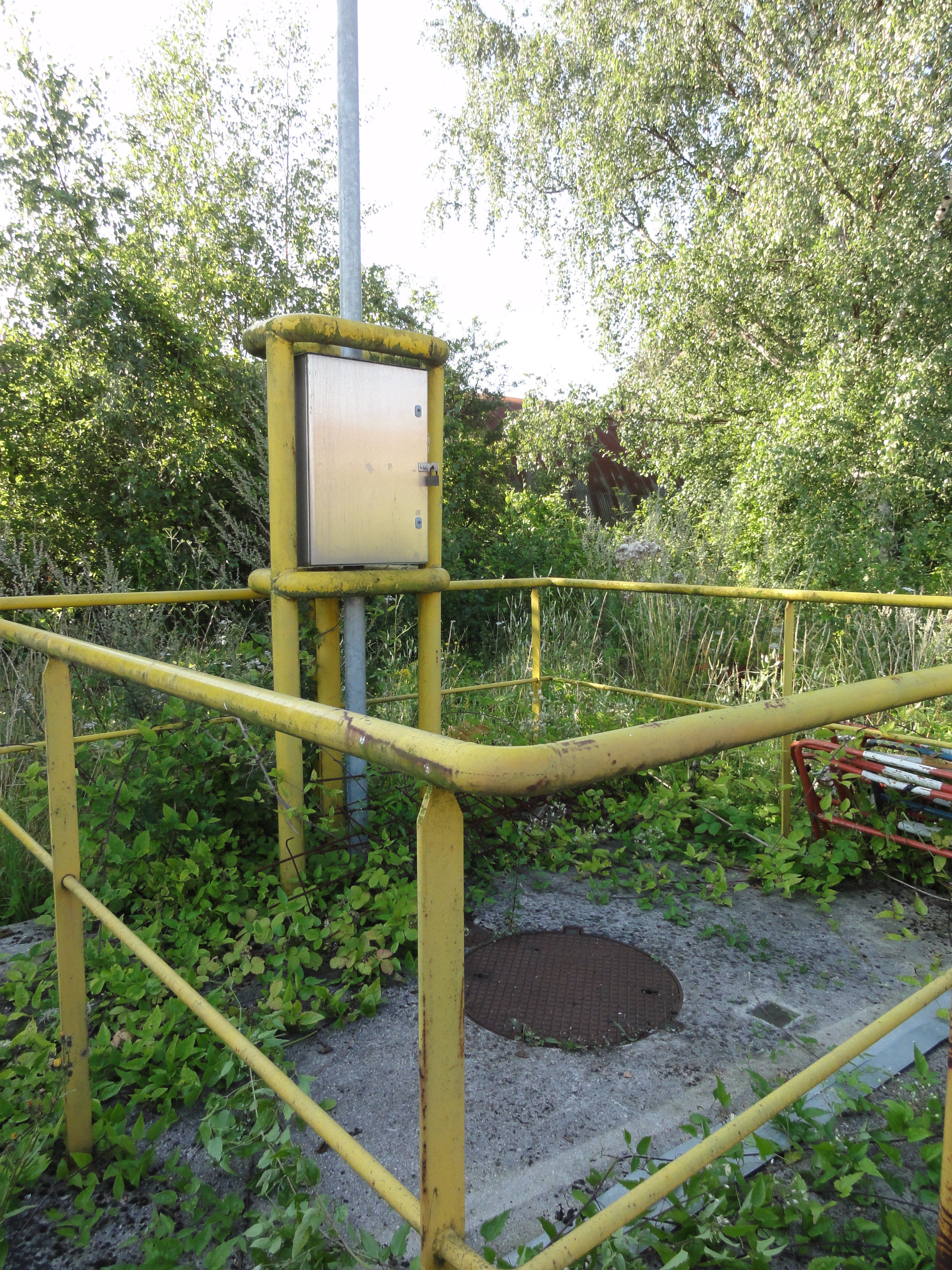
Le puits no 3 bis, et son exutoire de grisou.
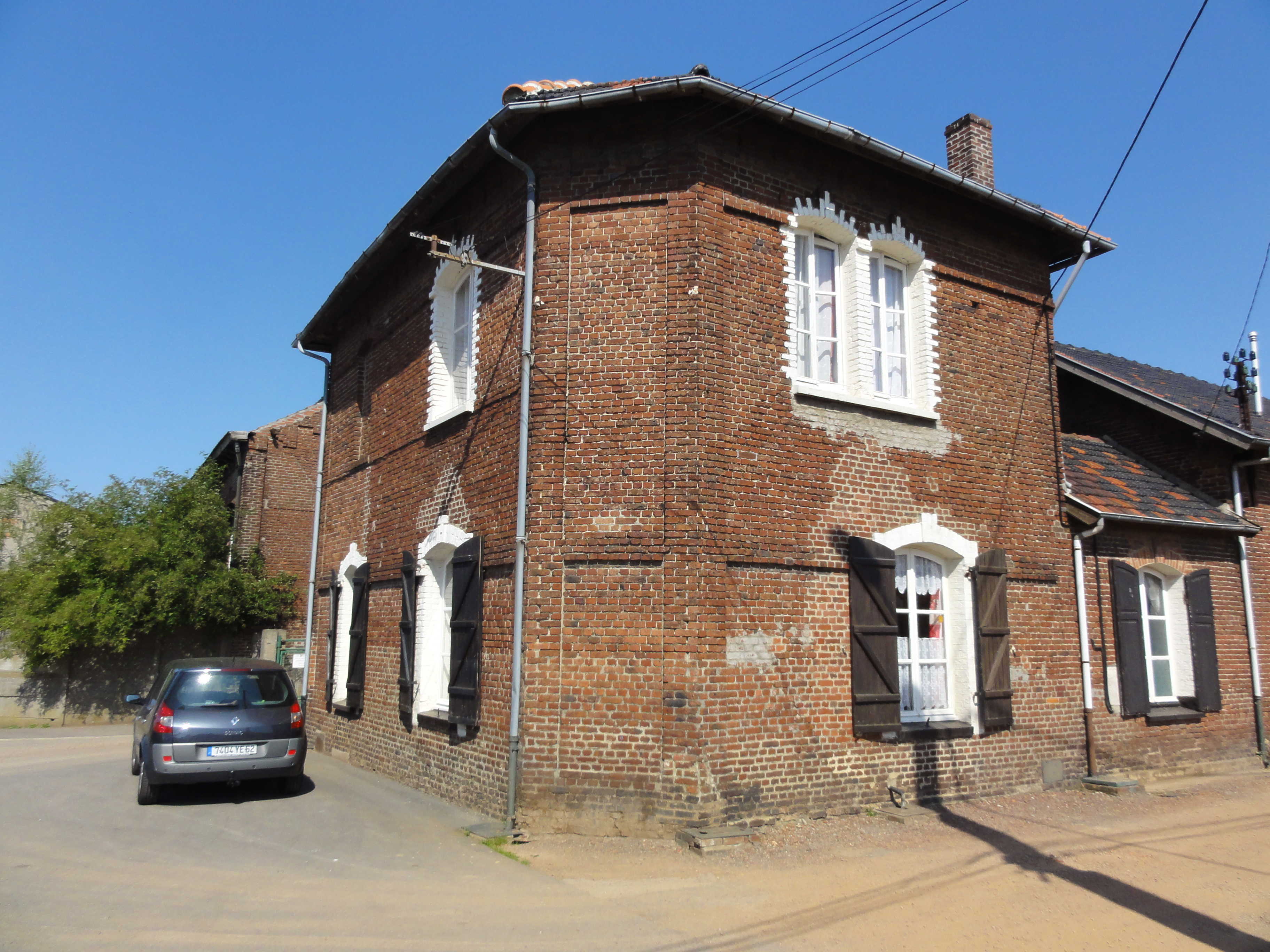
La conciergerie.
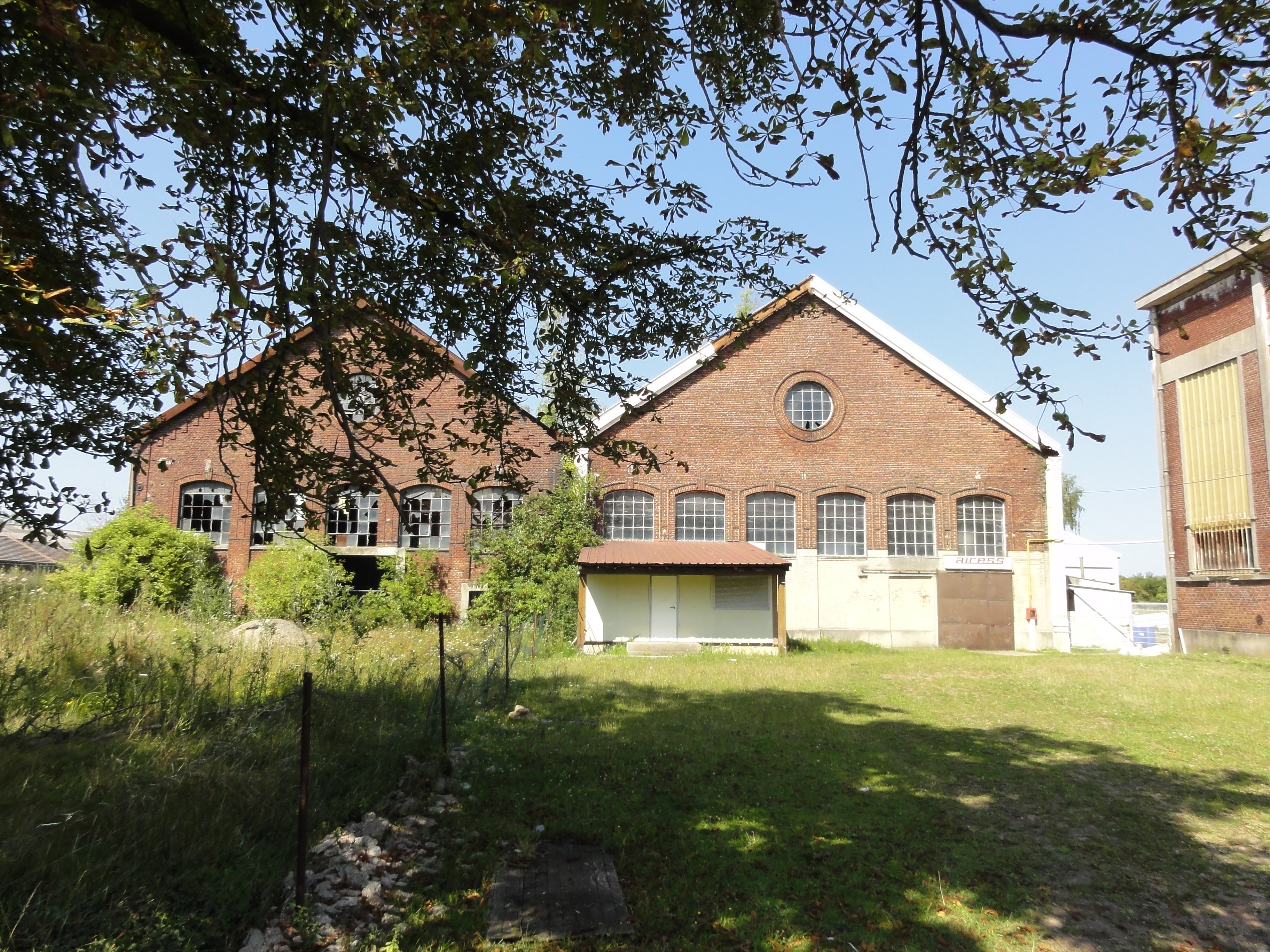
La salle des machines du puits no 3 bis.
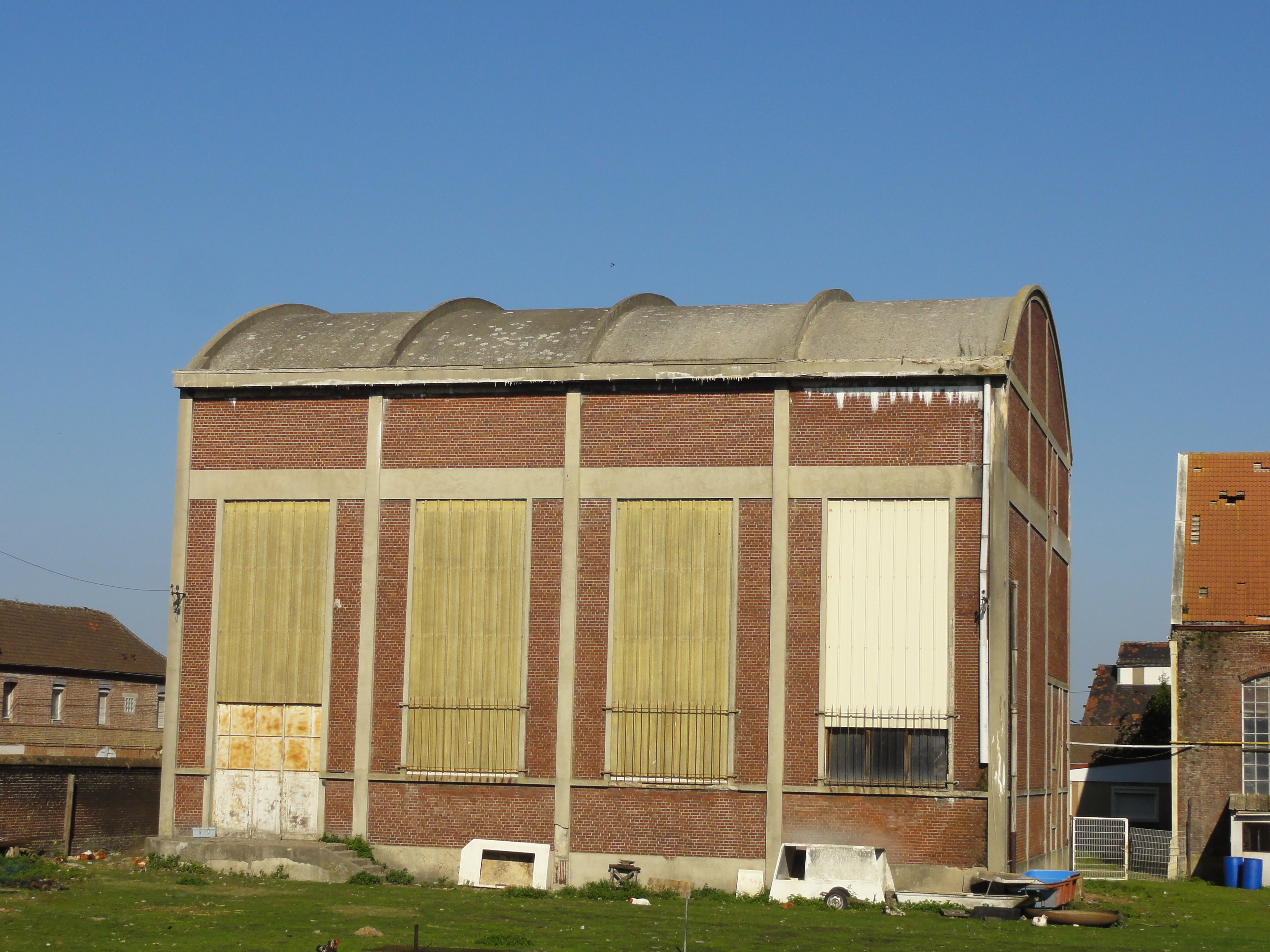
La salle des machines du puits no 3.
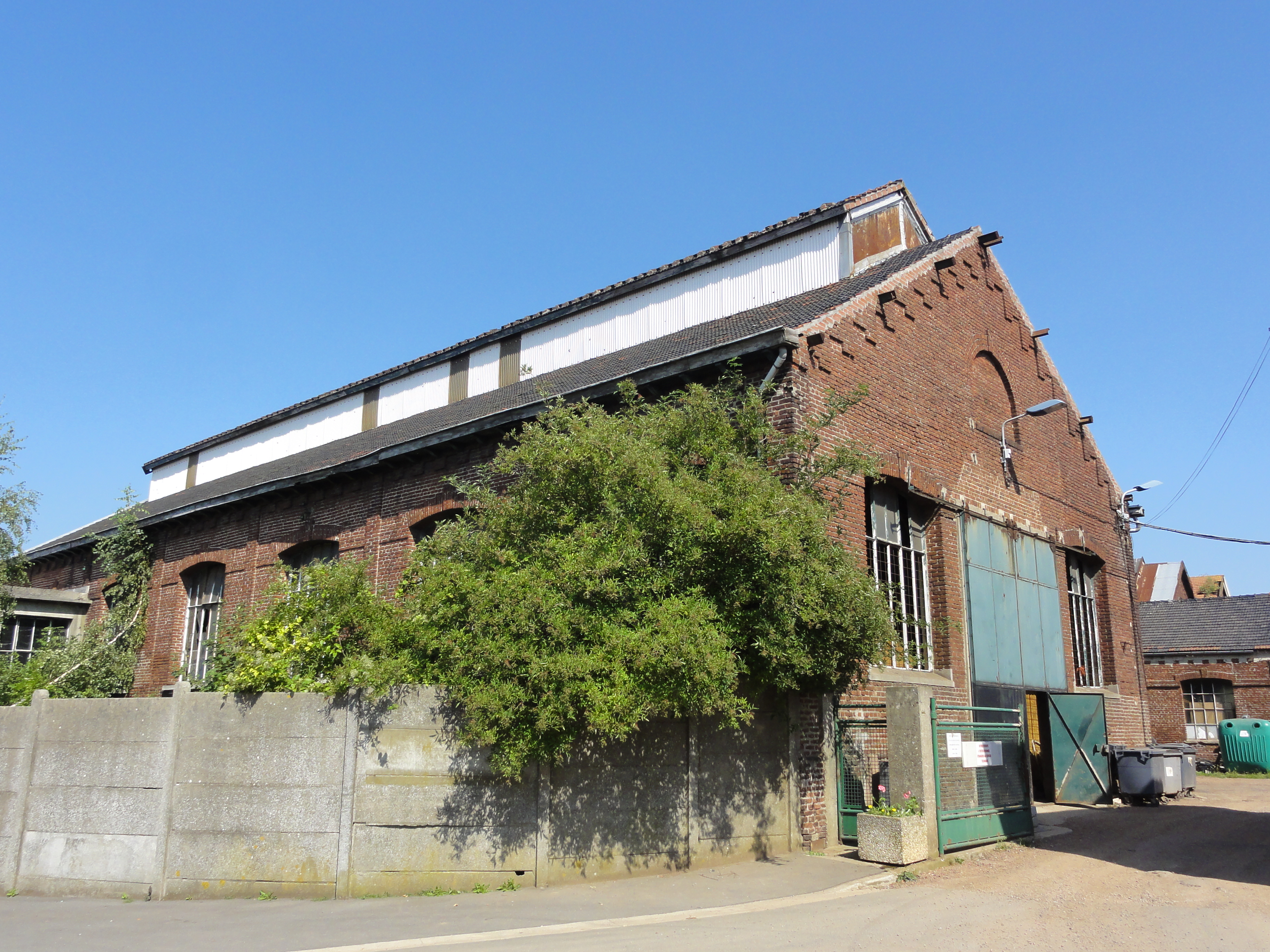
Les bains-douches.
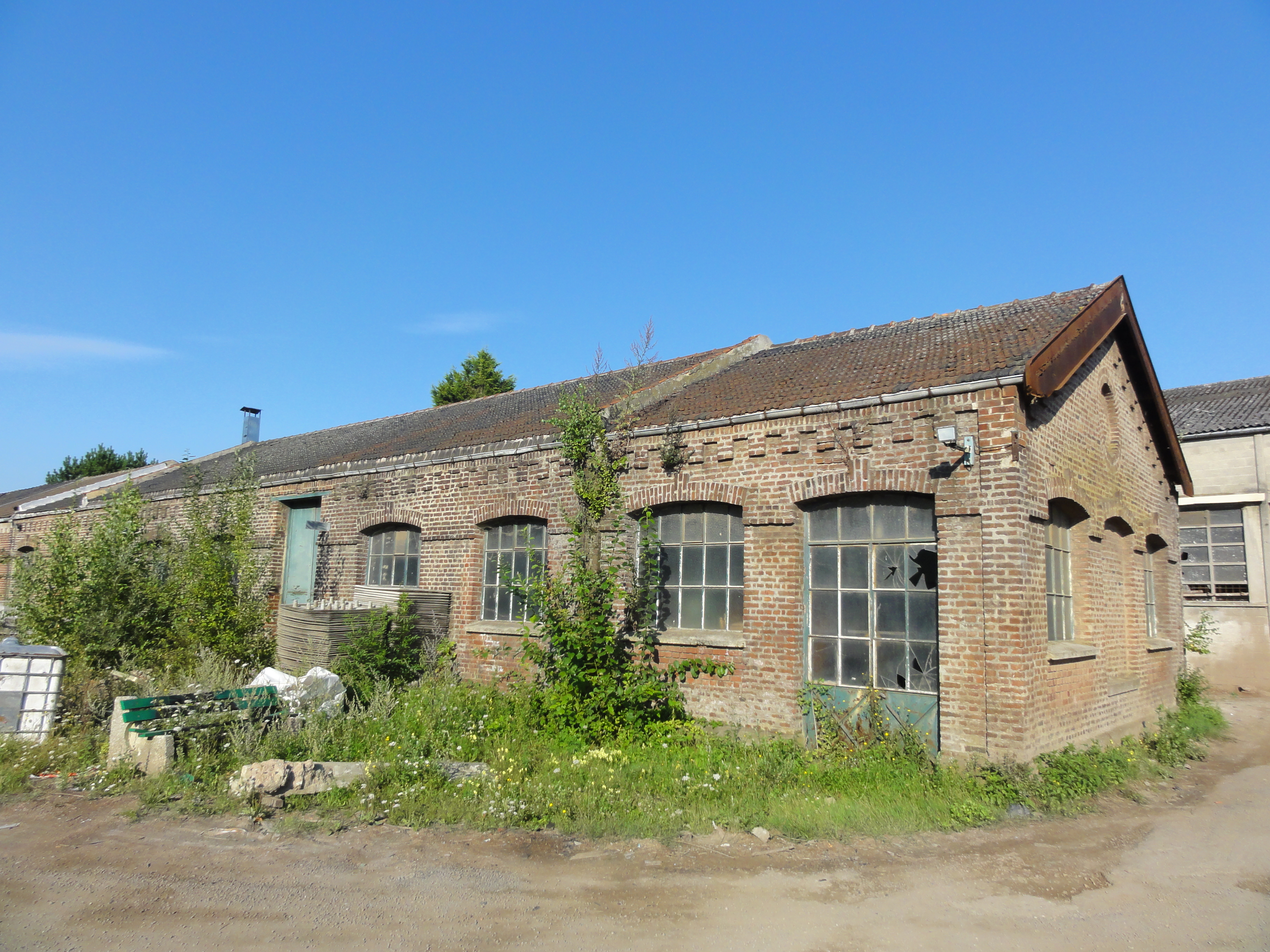
Les ateliers-magasins.

## Les terrils
L'exploitation de la fosse no 3 - 3 bis a donné lieu à la création de sept terrils, dont une grande partie a été exploitée, au point de parfois disparaître. Le terril no 61, Usines de Nœux, intégralement exploité, est située au sud du carreau de la fosse, et est devenu un lac.

### Terrilno42, 3 de Nœux Sud

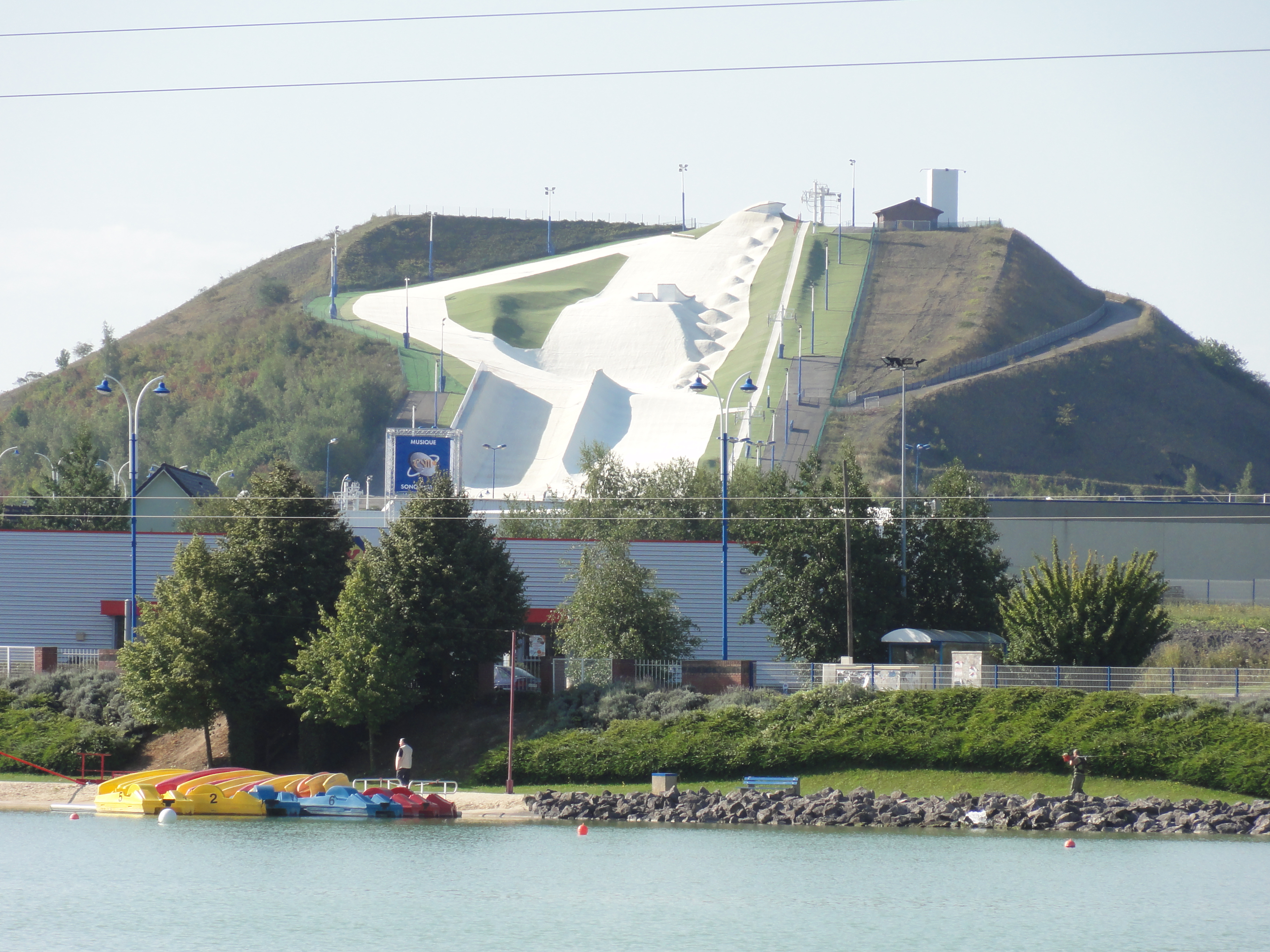
Le terril 3 de Nœux Sud.

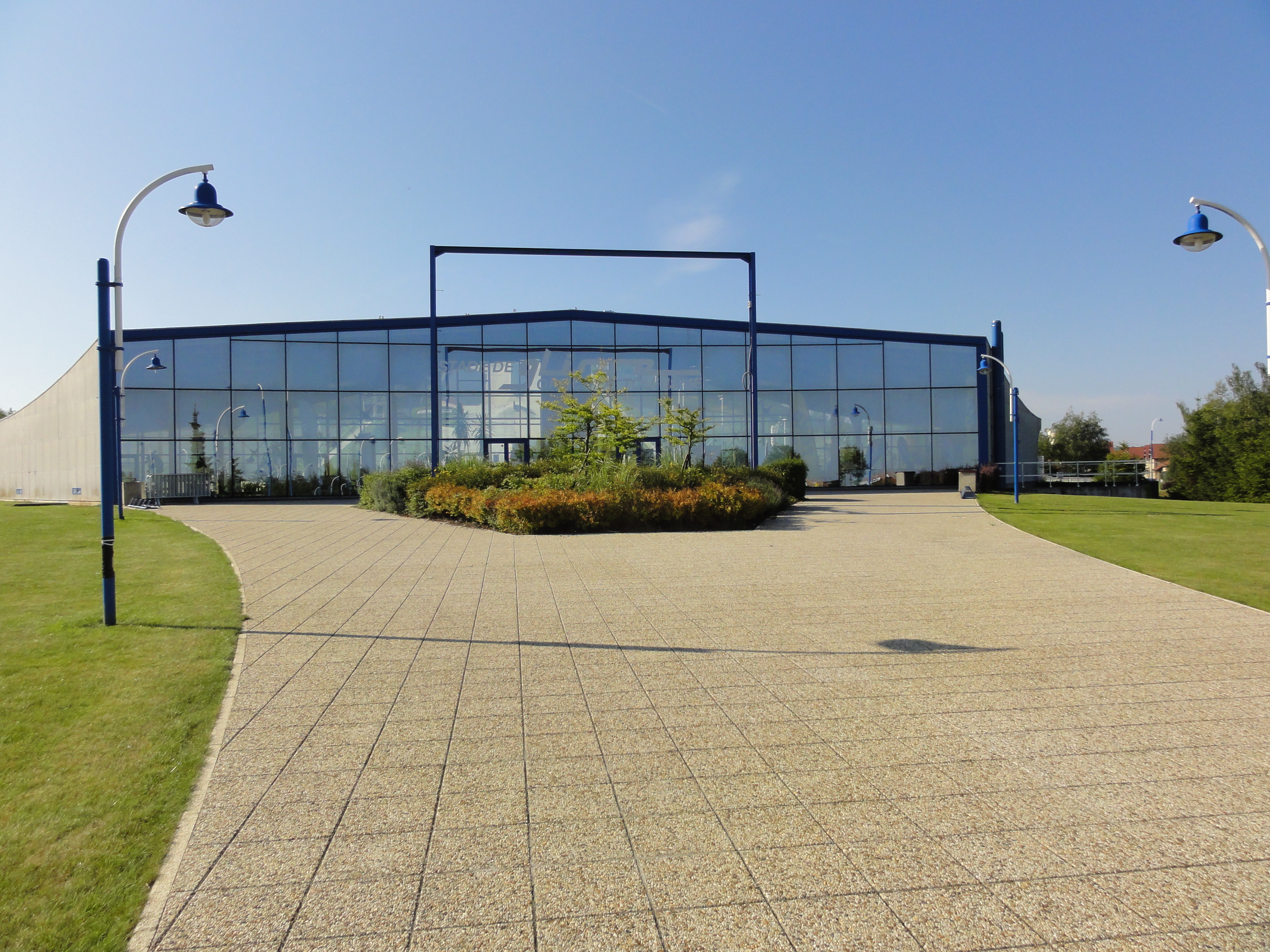
Le site du terril 3 de Nœux (satellite).

50° 28′ 11″ N, 2° 40′ 48″ E
Le terril no 42, situé à Nœux-les-Mines, est l'un des sept terrils de la fosse no 3 - 3 bis des mines de Nœux. C'est le terril le mieux préservé de la fosse no 3 - 3 bis. Il a été reconverti en piste de ski synthétique.

### Terrilno42A, 3 de Nœux (satellite)
50° 28′ 20″ N, 2° 40′ 45″ E
Le terril no 42A, disparu, situé à Nœux-les-Mines, était l'un des sept terrils de la fosse no 3 - 3 bis des mines de Nœux. Intégralement exploité, il s'agissait d'un petit terril conique, satellite, situé à l'emplacement actuel du bâtiment de Loisinord.

### Terrilno43, 3 de Nœux Nord

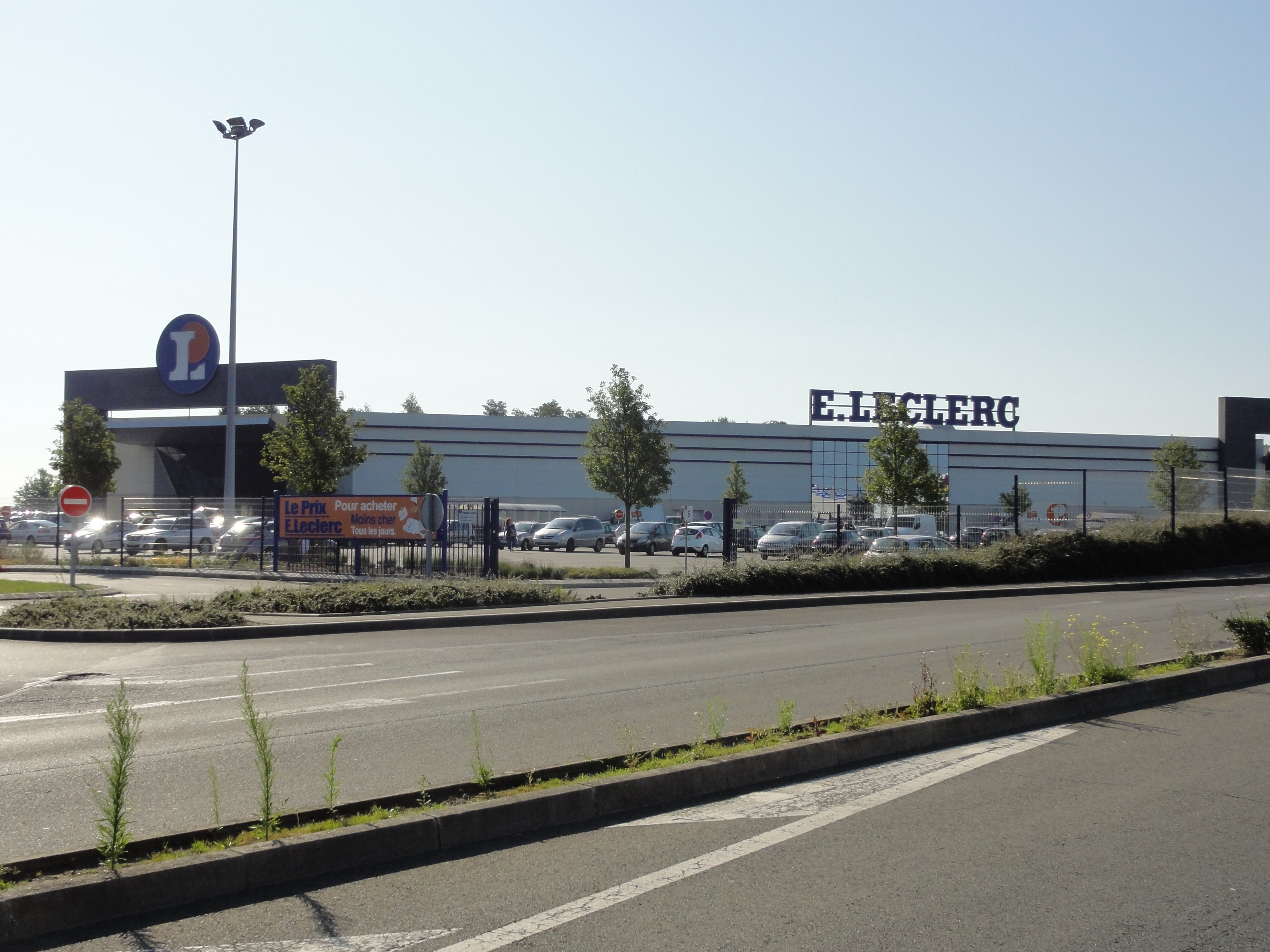
Le site du terril 3 de Nœux Nord.

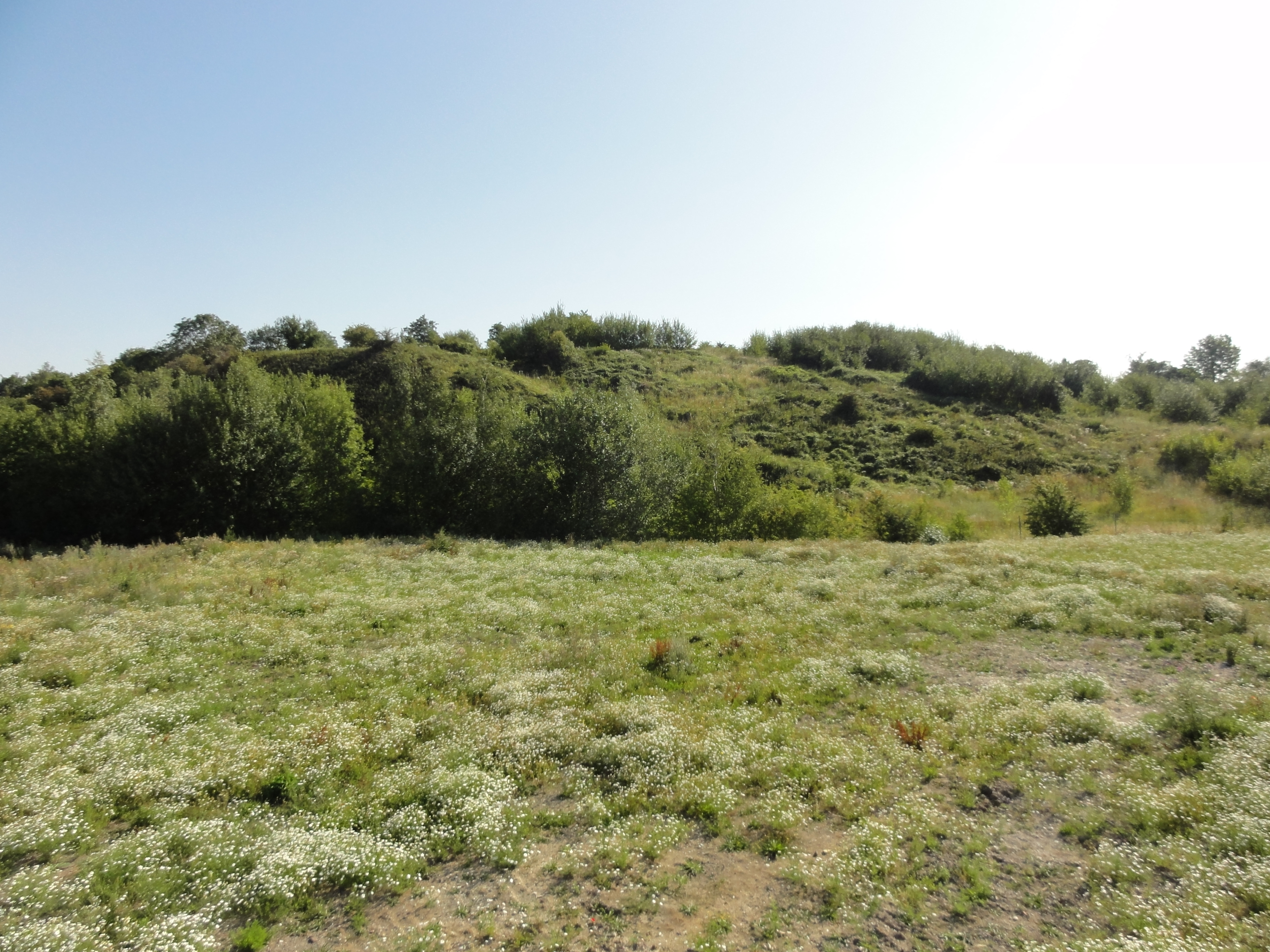
Le terril 3 de Nœux Est.

50° 28′ 31″ N, 2° 40′ 45″ E
Le terril no 43, disparu, situé à Nœux-les-Mines, était l'un des sept terrils de la fosse no 3 - 3 bis des mines de Nœux. Intégralement exploité, il a été remplacé par un centre commercial E.Leclerc.

### Terrilno43A, 3 de Nœux Est
50° 28′ 29″ N, 2° 40′ 55″ E
Le terril no 43A, situé à Nœux-les-Mines, est l'un des sept terrils de la fosse no 3 - 3 bis des mines de Nœux. Il a été partiellement exploité.

### Terrilno43B, 3 de Nœux Est

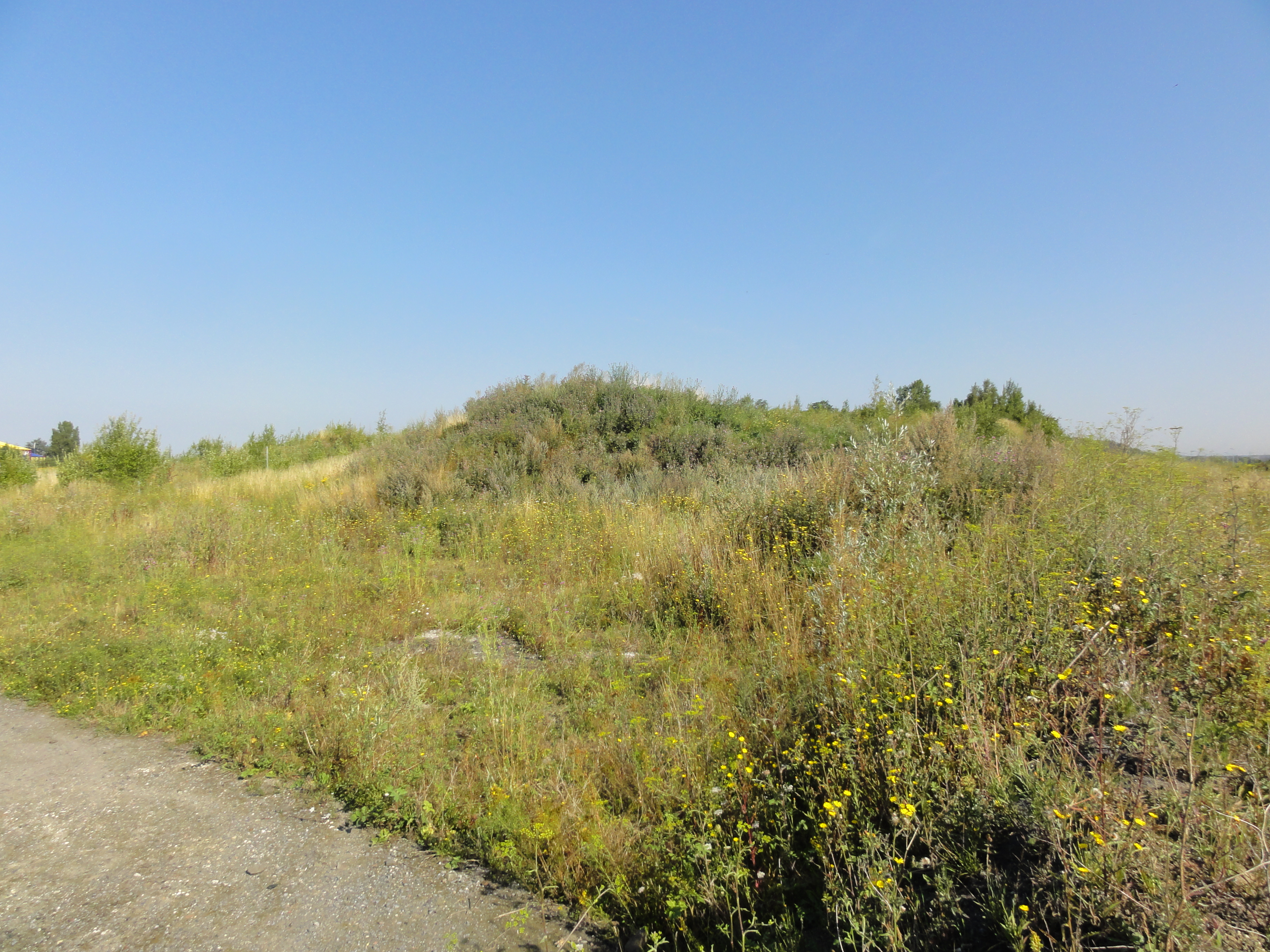
Le site du terril no 43B.

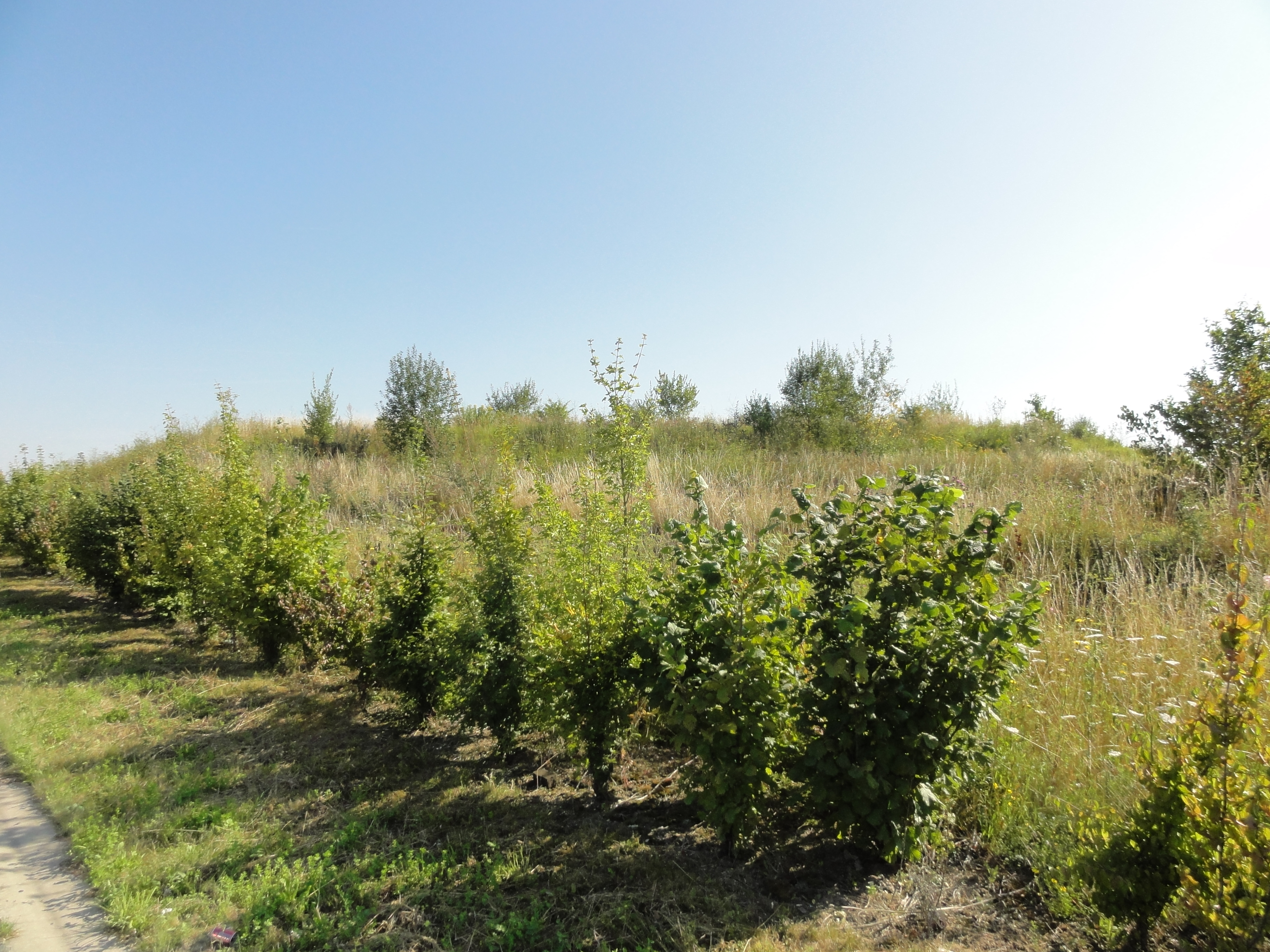
Le site du terril no 43C.

50° 28′ 23″ N, 2° 41′ 04″ E
Le terril no 43B, disparu, situé à Nœux-les-Mines, était l'un des sept terrils de la fosse no 3 - 3 bis des mines de Nœux. Il a été intégralement exploité, un circuit automobile ovale y a pris place.

### Terrilno43C, 3 de Nœux Est
50° 28′ 20″ N, 2° 41′ 09″ E
Le terril no 43C, disparu, situé à Nœux-les-Mines, était l'un des sept terrils de la fosse no 3 - 3 bis des mines de Nœux. Il a été intégralement exploité.

### Terrilno44, 3 de Nœux Ouest

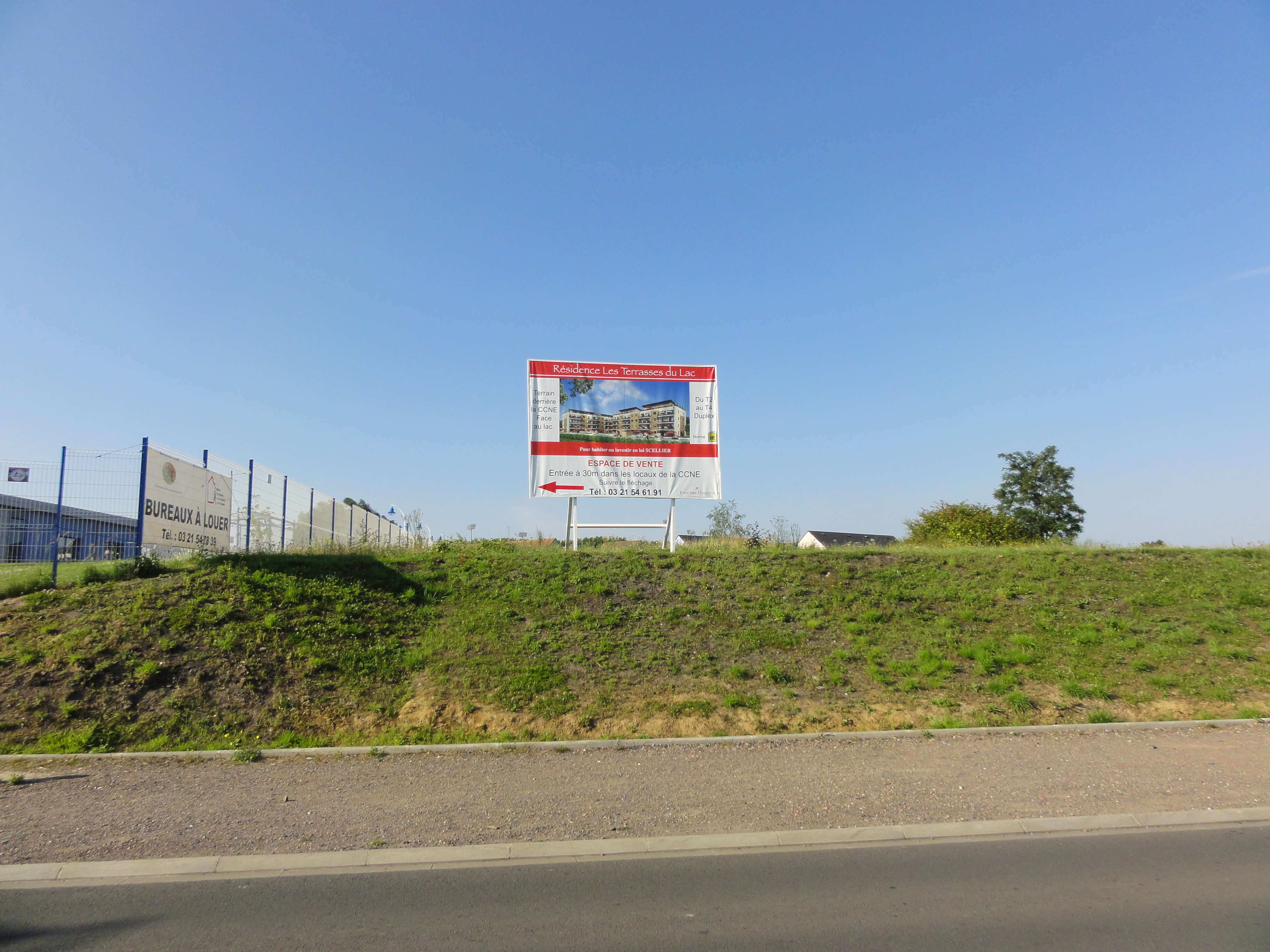
Le site du terril 3 de Nœux Ouest.

50° 28′ 37″ N, 2° 40′ 28″ E
Le terril no 44, disparu, situé à Nœux-les-Mines, est l'un des sept terrils de la fosse no 3 - 3 bis des mines de Nœux. Il a été intégralement exploité, et ne subsiste que sous la forme d'une butte qui est peu à peu urbanisée.
Le siège de la communauté de communes de Nœux et environs est installée sur la base de ce terril.

## Les cités
Les cités de la fosse no 3 - 3 bis sont très étendues, et comprennent une grande diversité d'habitations, typiques de la Compagnie de Nœux. Elles ont été rénovées, à l'exception de quelques corons et maisons qui ont été détruits.

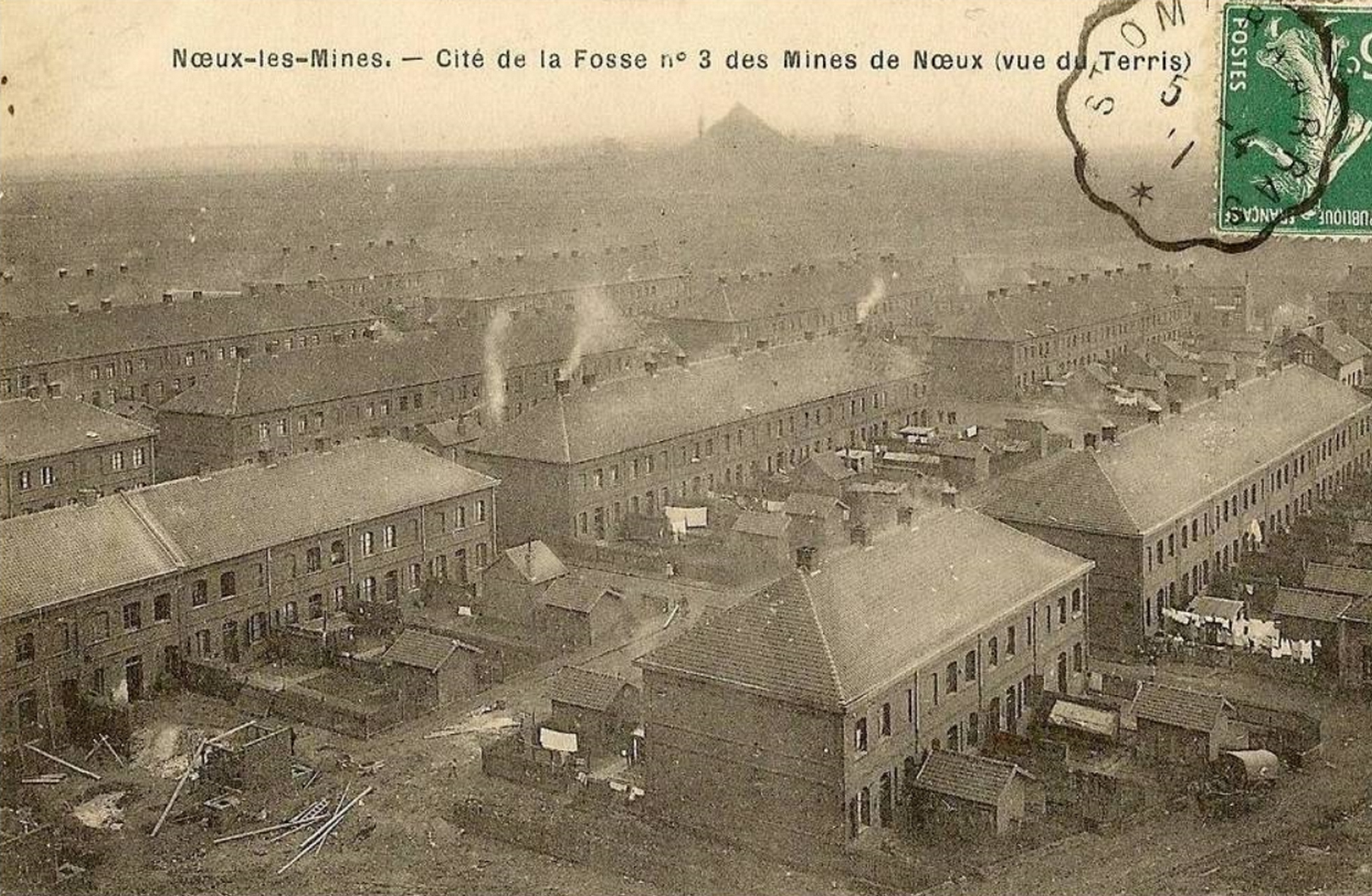
Les corons vus depuis le terril no 44.
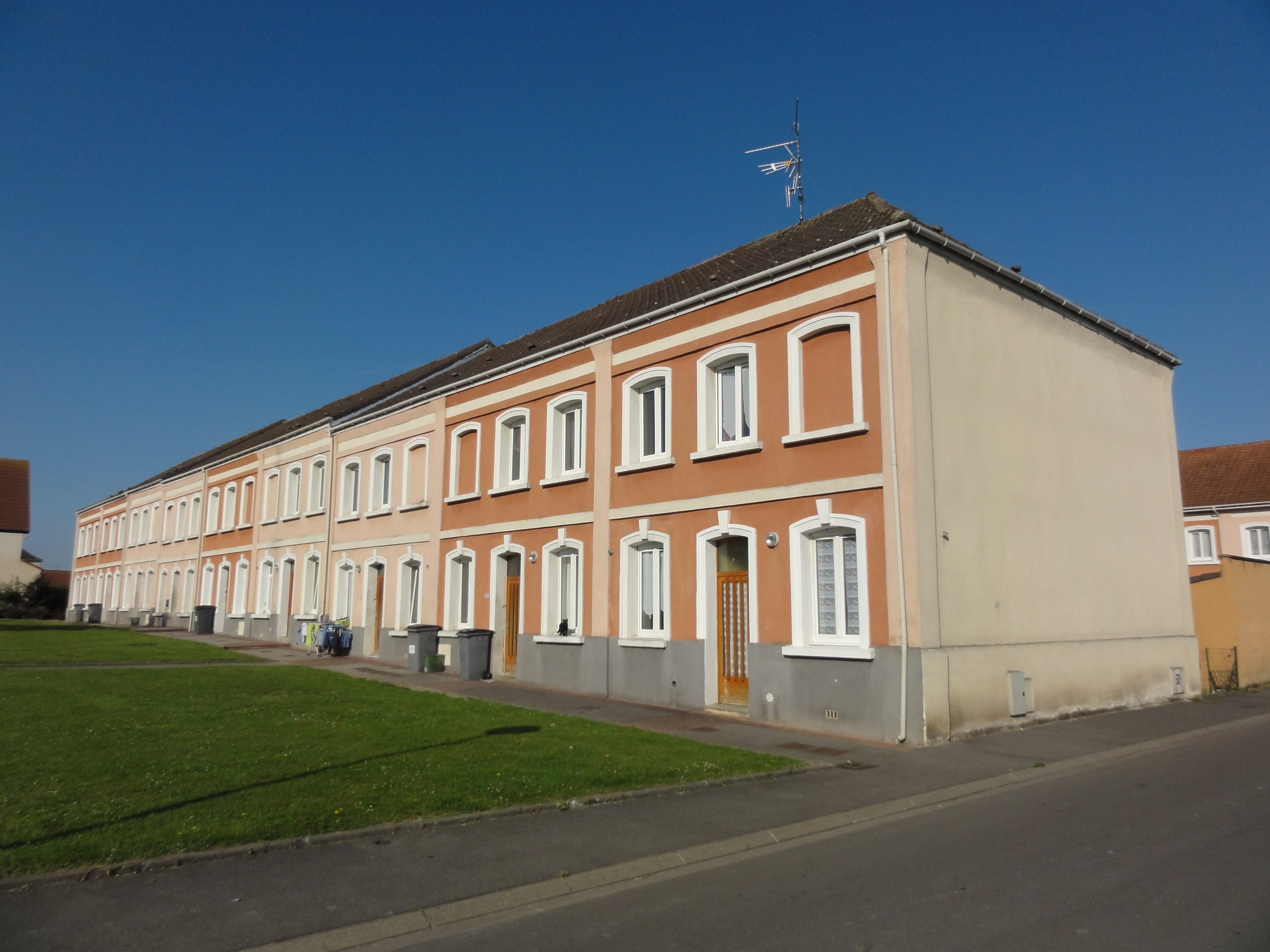
Un coron.
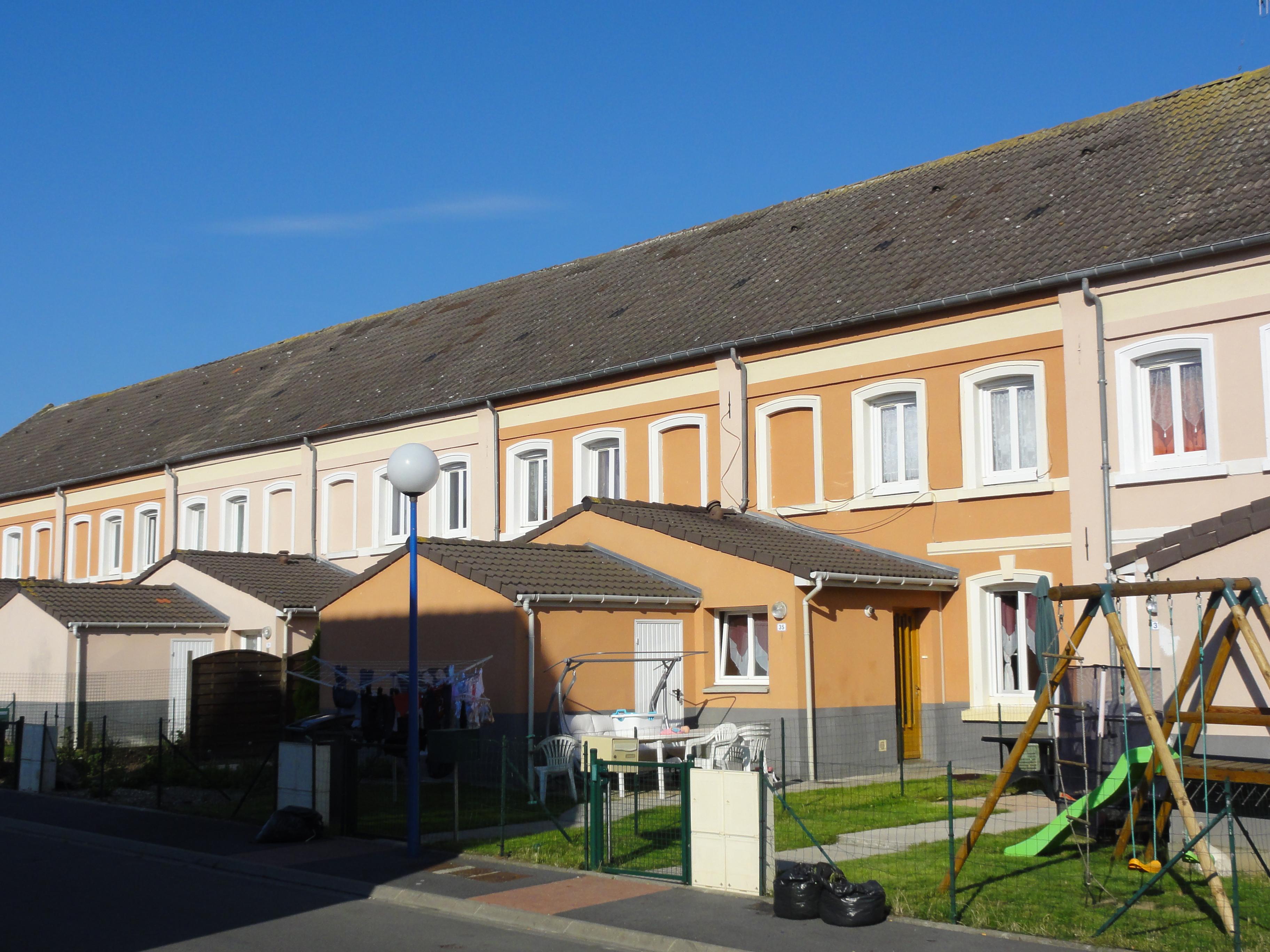
Un coron.
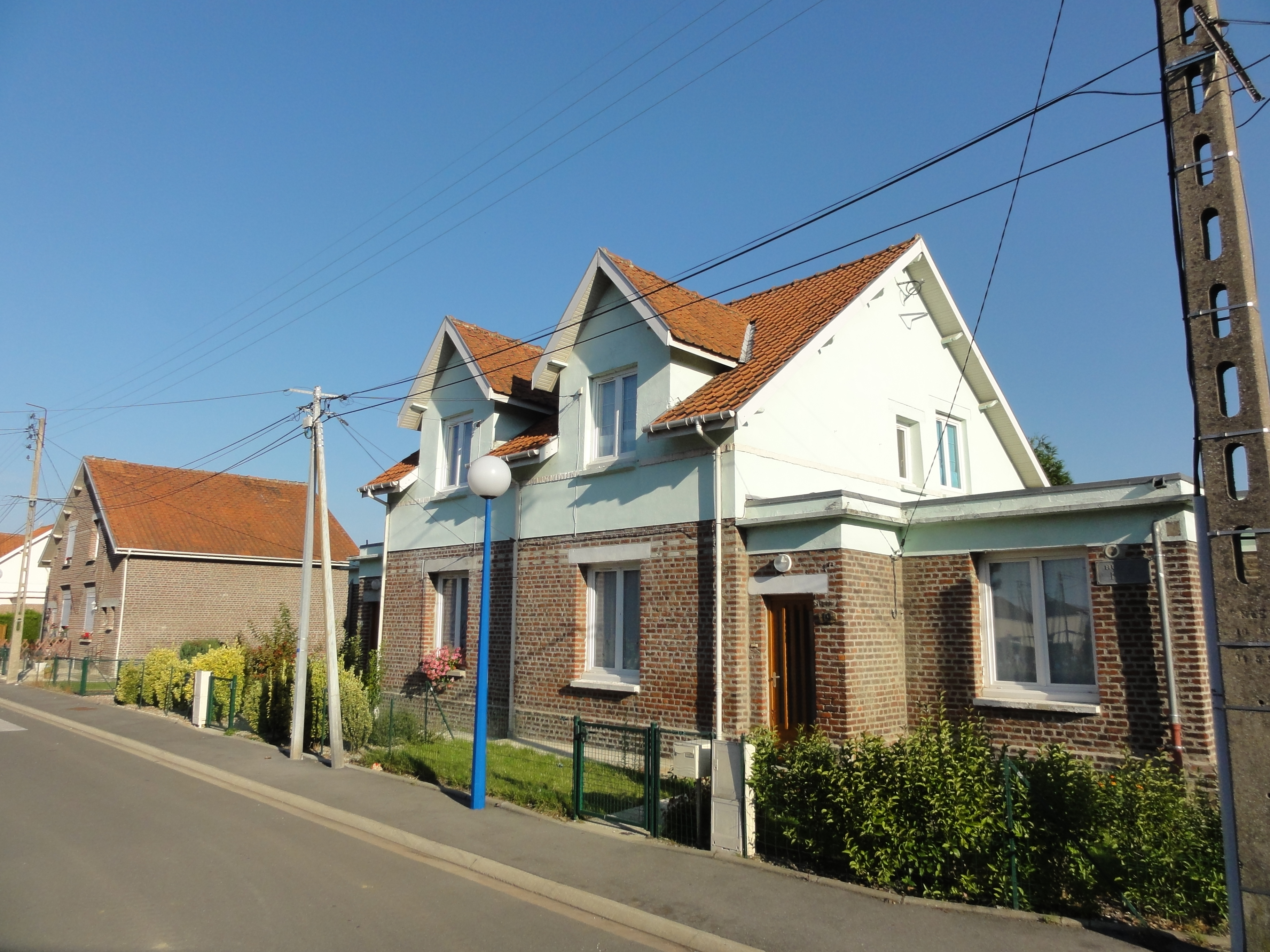
Des habitations groupées par deux.
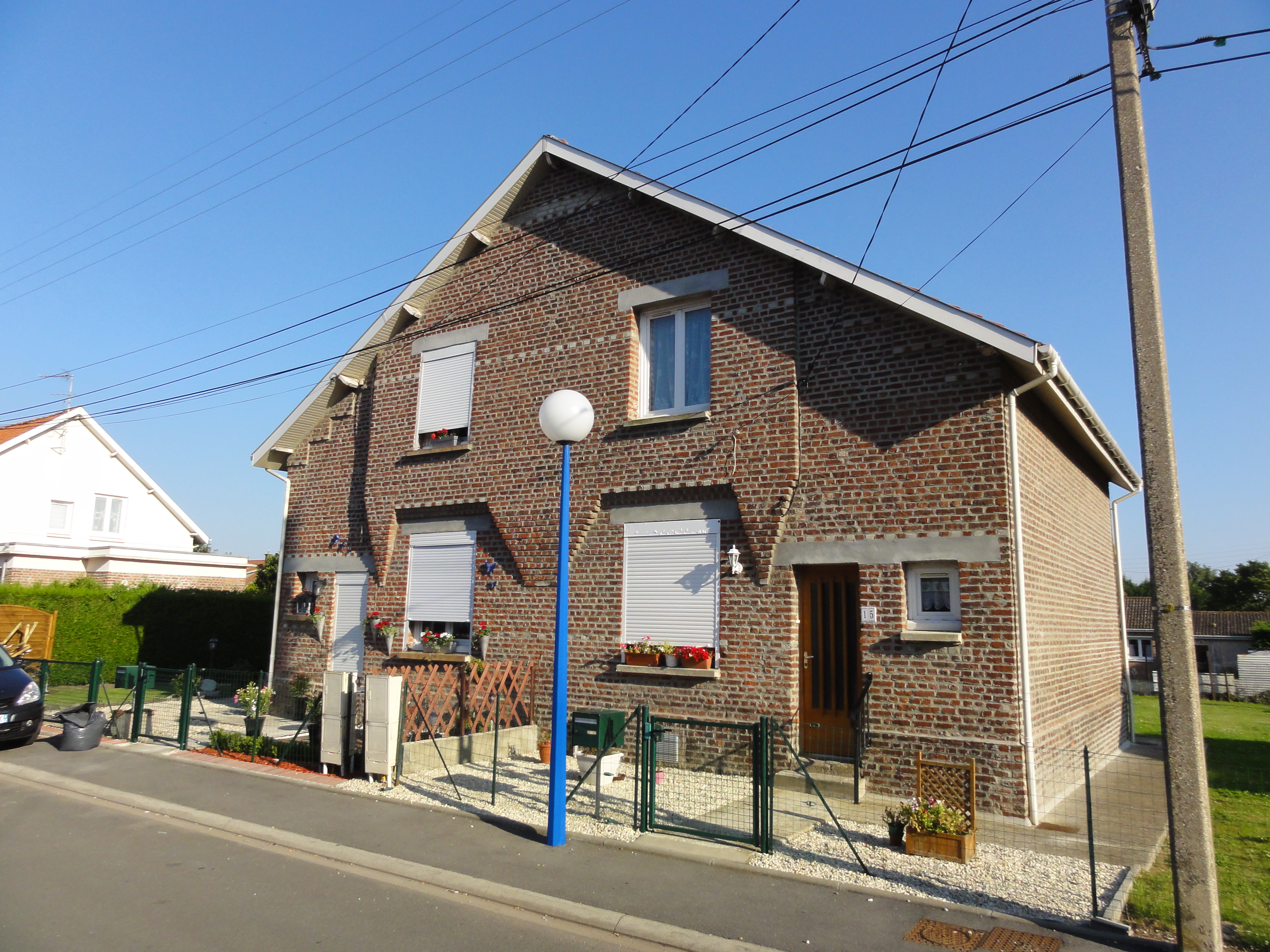
Des habitations groupées par deux.
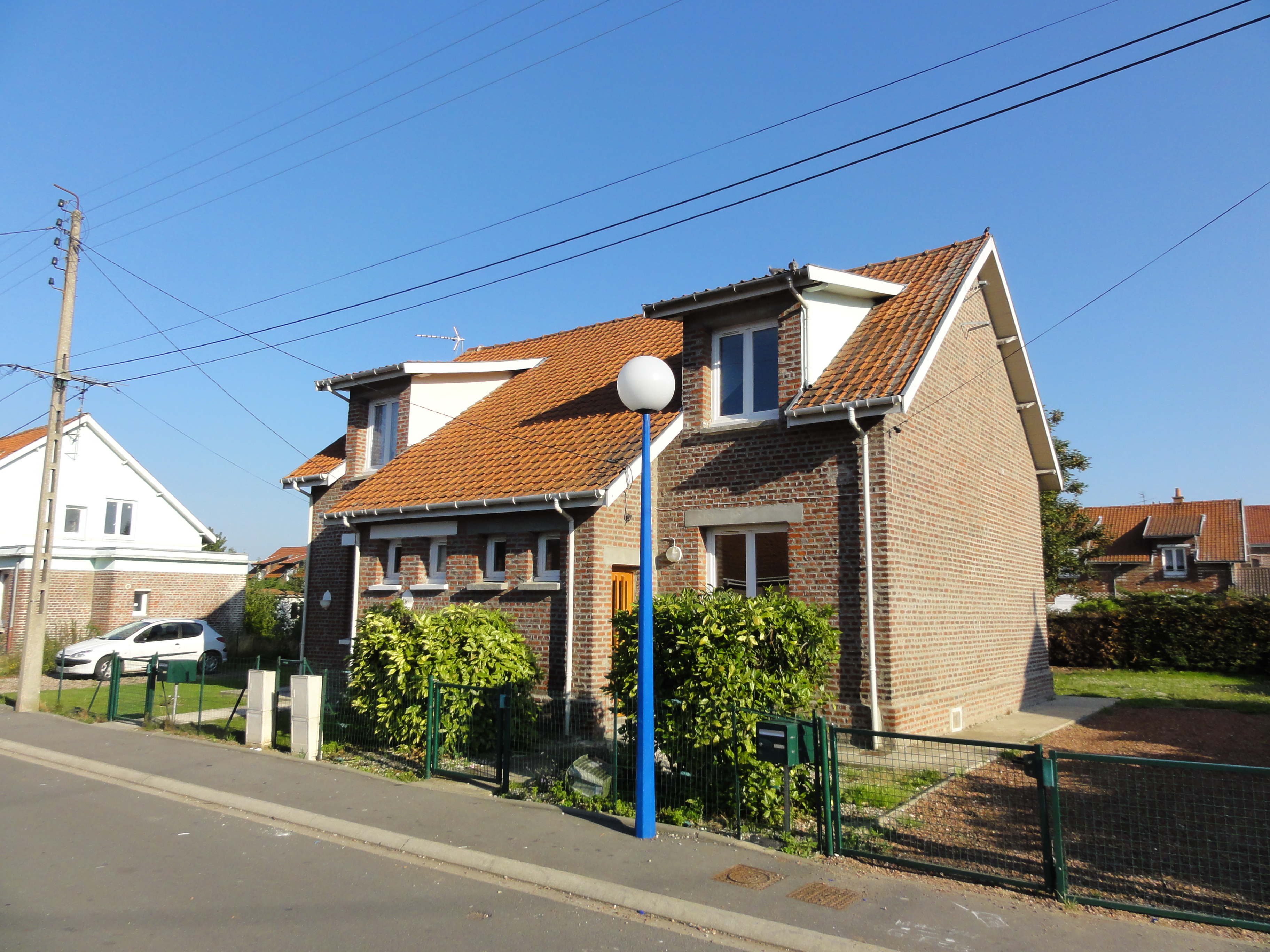
Des habitations groupées par deux.
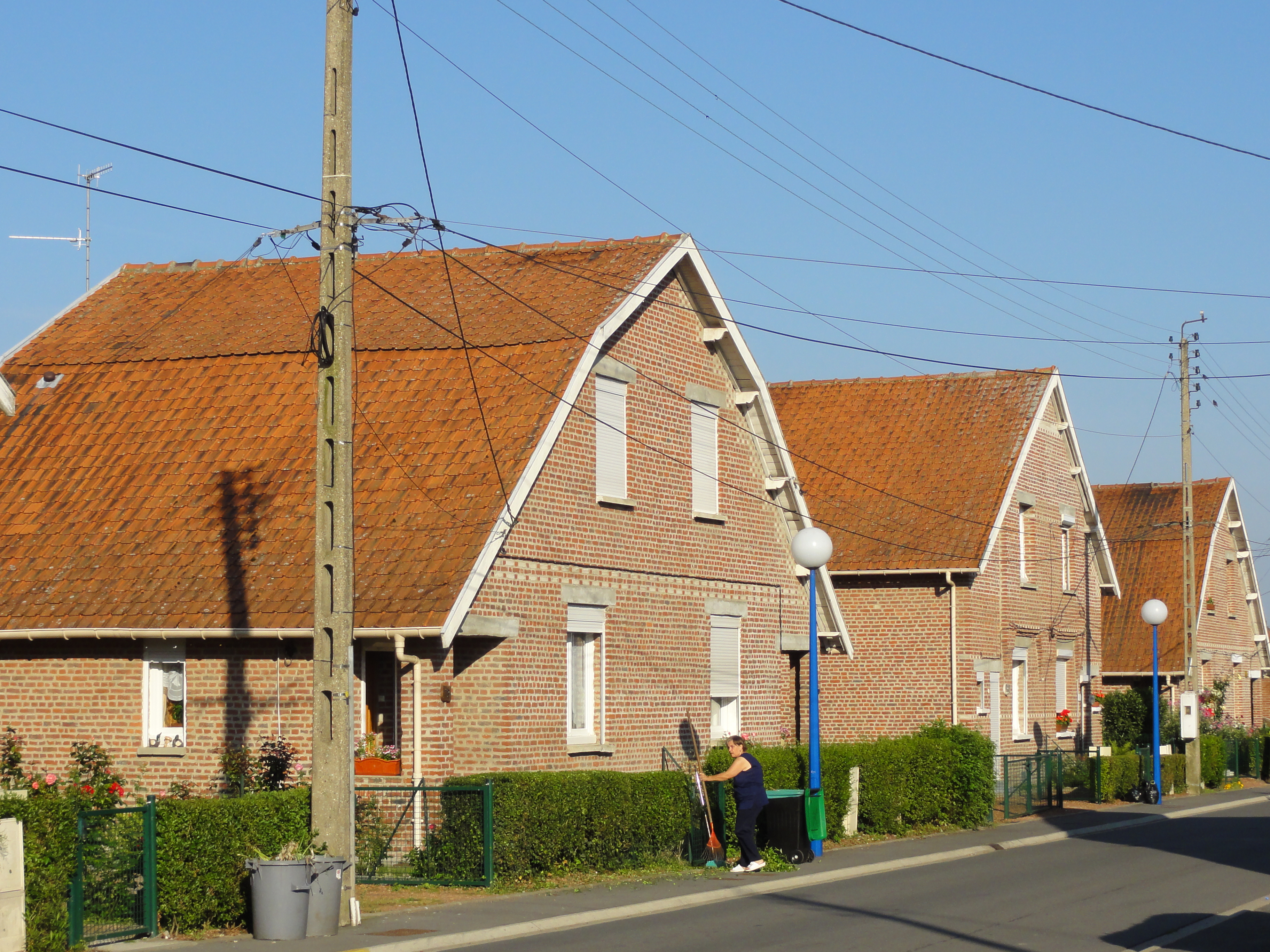
Des habitations groupées par deux.
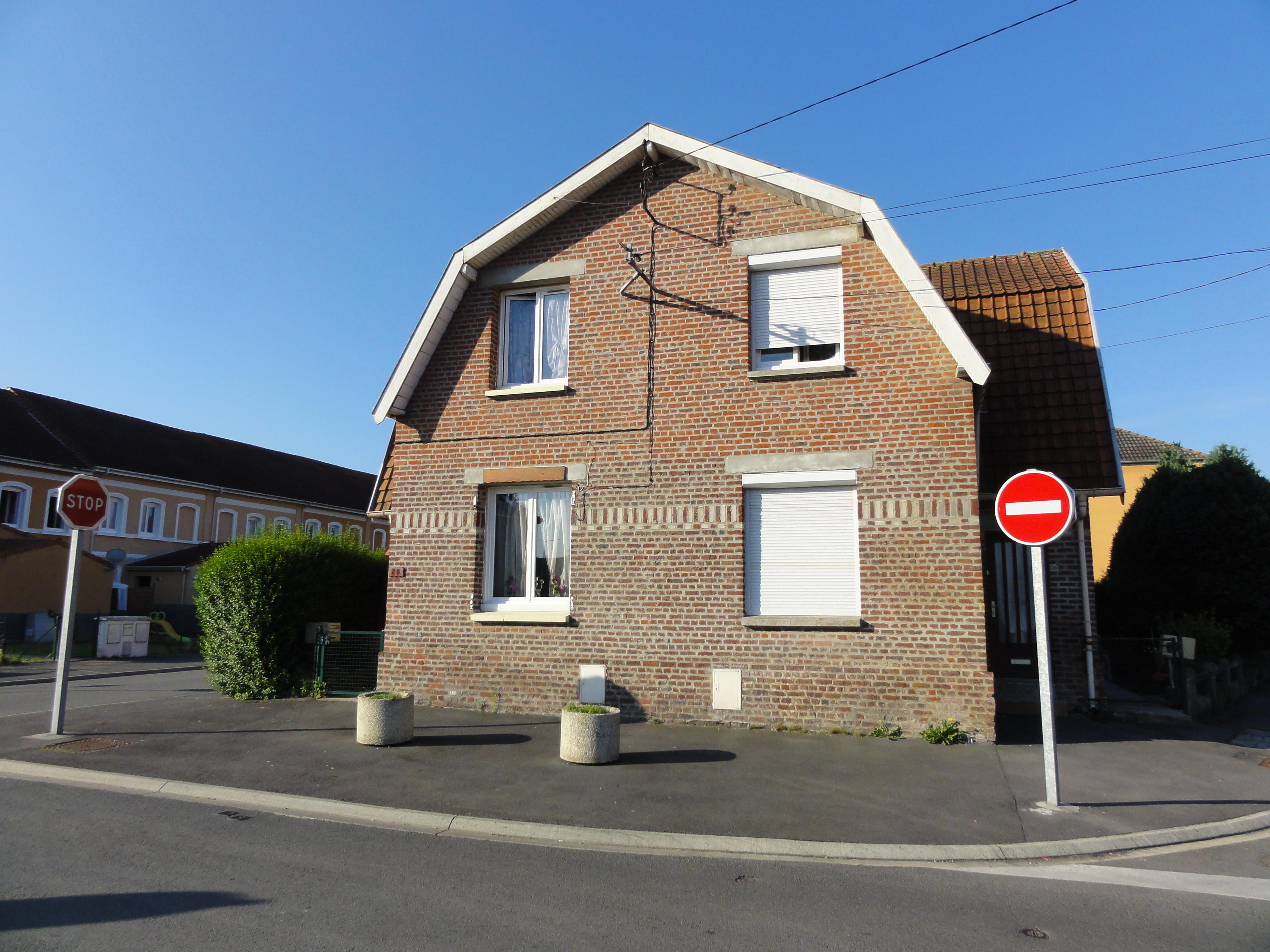
Des habitations groupées par deux.